# Коцемир, Виктор Францевич
Виктор Францевич Коцемир (укр. Віктор Францович Коцемир; род. 10 августа 1952 года, с. Морозов Хмельницкой области УССР) — украинский государственный деятель, председатель Винницкой областной государственной администрации с июня 2002 года по июнь 2004 года, председатель Винницкой областной государственной администрации с 12 июля 2004 года по 21 января 2005 года.

## Биография
Родился 10 августа 1952 года в селе Морозов Хмельницкой области.
После окончания школы с апреля по сентябрь 1969 года работал бригадиром полеводческой бригады в колхозе имени Парижской коммуны в родном селе. C 1970 по 1972 год проходил срочную службу в армии. В 1974 году окончил Хмельницкий электромеханический техникум, в 1980 году окончил Хмельницкий технологический институт бытового обслуживания по специальности «инженер-механик».
С июля 1973 по август 1975 года работал токарем участка механизации, с августа 1975 по август 1978 года был техником, инженером производственно-технического отдела треста «Хмельницкспецкоммунстрой», с августа 1978 года по сентябрь 1983 год являлся начальником хозрасчетного участка «Строймонтажмеханизация» треста «Спецсельхозмонтаж».
С сентября 1983 года по июль 1986 года был директором Хмельницкой автобазы «Турист», с июля 1986 года по март 1990 года являлся заместителем начальника Хмельницкого областного производственного транспортного объединения «Хмельницькагропромтранс».
C марта 1990 года по июнь 1996 года работал директор Хмельницкого специализированного автотранспортного общества «Агропромтранс», с июня 1996 года по сентябрь 1998 года был генеральным директором, председателем правления ОАО «Агротехтранс».
С сентября 1998 года по май 2002 года занимал должность председателя Волочисской районной государственной администрации Хмельницкой области.
7 мая 2002 года назначен председателем Винницкой областной государственной администрации, занимал эту должность до 8 июня 2004 года. С 27 июля 2004 года по 21 января 2005 года занимал должность председателя Хмельницкой областной государственной администрации.
Женат, супруга — Эмилия Владимировна, дочери — Оксана и Валентина.